# Rahmatou Dramé
Rahamatou Dramé (sinh ngày 1 tháng 4 năm 1985) là một vận động viên đã thi đấu cho đội tuyển Mali tại Thế vận hội Mùa hè 2012 trong vượt rào 100m nữ.